# Хоффман, Чарльз Фенно
Чарльз Фенно Хоффман (англ. Charles Fenno Hoffman, 1806—1884) — американский писатель, поэт и редактор.

## Биография
Чарльз Фенно Хоффман родился 7 февраля 1806 года в Нью-Йорке в семье генерального прокурора Нью-Йорка, Иосия Огдена Хоффмана, и Марии (Фенно) Хоффман (1781—1823, дочери Джона Фенно). В возрасте 11 лет, при несчастном случае с лодкой, Чарльзу передавило ногу и её пришлось ампутировать. Посещал Нью-Йоркский университет и Колумбийский колледж. Был допущен к адвокатской практике в 1827, но работал в данной области лишь периодически.
В 1883 году он возглавил группу студентов и основал журнал Никербокер (англ. The Knikerbocker), первые три выпуска которого являлся редактором, после чего Хоффман передал свои обязанности Льюису Гэйлорду Кларку. В 1836 году Парк Бенджамин-старший объединил свой журнал New England Monthly Magazine с American Monthly и нанял Хоффмана редактором.
Его первой книгой была «A Winter in the Far West» (1835), в которой он рассказал о его путешествии на запад до Сент-Луиса. За ней последовала Wild Scenes in Forest and Prairie (1837), основанная на реальном опыте поиска здоровья. Он написал успешную повесть Greyslaer (1840), основанную на убийстве полковника Соломона П. Шарпа (Solomon P. Sharp) Джеребоэмом Бьючемом (Jereboam O. Beauchamp), известном как «Трагедия Бьючема-Шарпа» — событии, которое беллетризовали также и другие авторы, включая Томаса Чиверса (Thomas Holley Chivers) и Уильяма Гилмора Симмса. Версия Хоффмана, однако, имела мало общего с действительными событиями.
Хоффман обрел славу в основном благодаря своим стихотворениям, первый сборник которых The Vigil of Faith вышел в 1842 году. Он был редактором сборника The New-York Book of Poetry, в которой впервые было раскрыто авторство стихотворения «Визит святого Николая» Клемента Мура.

### Безумие
В 1849 году от напряженной работы Чарльз Фенно Хоффман сошел с ума.